# 沃爾什滕縣

52°7′N 16°7′E / 52.117°N 16.117°E
沃爾什滕縣（波蘭語：Powiat wolsztyński），是波蘭的縣份，位於該國中西部，由大波蘭省負責管轄，首府設於沃爾什滕，面積680平方公里，2006年人口54,718，人口密度每平方公里80人。